# Константиновка (Салават)
Константиновка —  упразднённая в 1982 году деревня Мелеузовского района Башкирской АССР, включенный в состав Салавата. Ныне территория садовых товариществ городского округа Салават.

## География
Расположена была примерно в километре от автодороги Р-240 «Уфа — Оренбург» и от железной дороги Уфа — Оренбург, возле корпусов завода «Салаватстекло».

## Географическое положение
Расстояние до (Административно-территориальное деление, Уфа, 1969, С.244): 
- районного центра (Мелеуз): 43 км;
- центра сельсовета (Зирган): 12 км;
- ближайшей ж/д станции (Зирган): 11 км.

## История
К 1969 году входил в Зирганский сельсовет (Административно-территориальное деление, Уфа, 1969 г.).
Входил к 1982 году в Салаватский сельсовет.
Вошёл в состав города официально согласно Указу Президиума ВС Башкирской АССР от 30.12.1982 N 6-2/388 «О включении в черту города Салавата деревни Константиновка»)

## Население
К 1 января 1969 года проживали 117 человек, преимущественно русские (Административно-территориальное деление, Уфа, 1969, С.244).